# 法美村
法美村（ほうみそん）は、鳥取県岩美郡にあった自治体である。1896年（明治29年）3月31日までは法美郡に属した。

## 概要
現在の鳥取市（旧国府町）のうち、国府町麻生・国府町高岡・国府町糸谷・国府町谷・国府町神垣に相当する。袋川中流の右岸山麓から沖積地に位置した。
藩政時代には鳥取藩領の法美郡広西郷（ひろせのごう、広瀬郷とも）に属する麻生村・高岡村・高井村・糸谷村、登儀郷（とぎのごう）に属する谷村・神垣村があった。
谷（たに）には役場や小学校が置かれていた。村名は谷あいの地形にちなむとされる。
高岡（たかおか）も地形（丘陵地、高い丘）に由来するとされる。1896年（明治29年）頃、同村の山本徳次郎が古来の雨乞踊りをヒントに因幡の傘踊りを考案し、その後因幡一円に傘踊りが広まった。
麻生（あそう）の由来は不明である。一説には麻の畑作地帯だったためそのまま村名になったと言われるが、いつの時代にどのくらいの収穫量があったのかはっきりしない。
糸谷（いとたに）は村の奥に糸谷山長流寺という寺院があったことから山号から取ったものと伝承されている。
神垣（こうがけ）には東に神垣神社が、西に室神社があり、この両神社に囲まれた村であった。平安時代に疫病が大流行した中で神垣だけは両神社に祈願したことで病魔に苦しむ者はいなかったことから、いつしか「神が垣を造って住民を守った村」と言われるようになったという伝承がある。

## 沿革
- 1875年（明治8年）[2]または1877年（明治10年）5月22日[3] - 高井村（近世初頭に高岡村から分村したとされる）が高岡村に合併する。
- 1881年（明治14年）9月12日 - 鳥取県再置。
- 1883年（明治16年）7月 - 宮下村（後の国府村大字宮下村）に置かれた連合戸長役場の管轄区域となる[1]。
- 1889年（明治22年）10月1日 - 町村制施行により、麻生村・高岡村・糸谷村・谷村・神垣村が合併して村制施行し、法美村が発足。旧村名を継承した5大字を編成し、役場を麻生村に設置[4]。
- 1892年（明治25年）9月26日 - 役場位置を大字谷村18番屋敷に変更[5]。
- 1896年（明治29年）4月1日 - 郡制の施行により、邑美郡・法美郡・岩井郡の区域をもって岩美郡が発足し、岩美郡法美村となる。
- 1907年（明治40年）4月1日 - 国府村・御陵村と合併して宇倍野村が発足。同日法美村廃止[1]。

## 行政

### 歴代村長
| 氏名       | 在職                                    | 備考                   |
| ---------- | --------------------------------------- | ---------------------- |
| 谷口竹次郎 | 1896年（明治29年）                      | [ 6 ]                  |
| 前田牧蔵   | 1899年（明治32年）                      | 、後に宇倍野村長に就任 |
| 谷口竹次郎 | 1900年（明治33年） - 1904年（明治37年） | 、後に宇倍野村長に就任 |
| 谷口藤樹   | 1905年（明治38年）                      | 、後に宇倍野村長に就任 |
| 山本信温   | 1906年（明治39年）                      | [ 10 ]                 |

## 教育
- 法美尋常小学校：大字谷村字郷ノ木3番地に所在。戦後は国府町立谷小学校となり、現在は校地継承して鳥取市立国府東小学校となった[1]。

## 交通
- 雨滝街道（現在の県道31号）[1]

## 出身者
- 川上貞夫（洋画家・郷土史学者、1897年 - 1977年）